# Alignements de Kerbourgnec
Les alignements de Kerbourgnec (Kerbougnec), appelés aussi alignements du Moulin ou alignements de Saint-Pierre, sont un ensemble mégalithique, constitué de plusieurs alignements et d'un  « cromlech », situé à Saint-Pierre-Quiberon dans le département français du Morbihan. Ce complexe mégalithique, en partie submergé, devait à l'origine correspondre à un ensemble de la taille et de l'importance des alignements de Carnac, voire plus spectaculaire.

## Historique
La première mention du site est due à Mahé en 1825. Bien que Mahé se trompe sur le positionnement de l'enceinte par rapport à l'alignement, il est le seul à mentionner l'existence des vestiges d'un tertre trapézoïdal édifié à l'est de l'enceinte. En 1867-1868, Lukis et Dryden dressent une série de plans et de relevés du site et constatent que les paysans déplacent les pierres qui les gênent. G. de Closmadeuc, en 1882, et l'abbé Lavenot, en 1888, décrivent chacun explicitement un ensemble de menhirs s'étendant jusqu'à la mer :

« Sur la côte Est de la presqu'île, à quelques pas au sud du bourg de Saint-Pierre-Quibéron, on voit, au milieu d'un champ, la demi-courbe d'un vaste cromlech, et les restes d'alignements, dont un groupe est encore en place et debout. Ces menhirs alignés, suivant la loi d'orientation générale, s'étendent dans la direction de l'ouest à l'est, jusqu'à la côte. Deux des menhirs renversés sont même engagés dans le talus du champ, et surplombent la grève. Sous peu, ils seront culbutés sur la rive. Les débris de menhirs nombreux se profilent vers l'est, jusque dans la mer, à plus de 300 mètres de la côte. Le plus éloigné de ces blocs n'est jamais totalement découvert, et affleure l'eau, sous forme de récif. »

— G. de Closmadeuc

« Près du moulin de Kbournec, se trouvent encore debout quelques menhirs qui ont appartenu à des alignements. La mer en a envahi une partie ; les habitants du pays en ont détruit d'autres ; il y avait un cromlech à l'extrémité sud de ces alignements. »

— Abbé Lavenot
À la fin du XIXe siècle, le site du Moulin est acquis par l'État et restauré par F. Gaillard. Les alignements de Kerbourgnec et le « cromlech » de Kerbourgnec font l’objet d’un classement au titre des monuments historiques depuis 1889,. Après restauration, la configuration du site est modifiée, mais son prolongement en mer est toujours connu :

« Alignements de menhirs acquis et restaurés par l'État, précédés d'un cromlech latéral, c'est-à-dire qui n'est pas dans l'axe des avenues, mais à côté, au sud. Les alignements comptent actuellement cinq rangées de menhirs, au nombre total de vingt-trois ; ils vont se perdre à la mer. Le cromlech comporte compte vingt-quatre menhirs. Ce monument, qui fait partie des plus étendus de l'époque néolithique et de ceux à ciel ouvert, n'a jamais été défini scientifiquement jusqu'ici. »

— F. Gaillard

« Plusieurs blocs couchés sur la vasière à l'Est-Sud-Est des alignements semblent bien faire partie du même monument. Plus à l'Est, visible aux grandes marées, une série de blocs couchés semble appartenir à un cromlech submergé. »

— Zacharie Le Rouzic

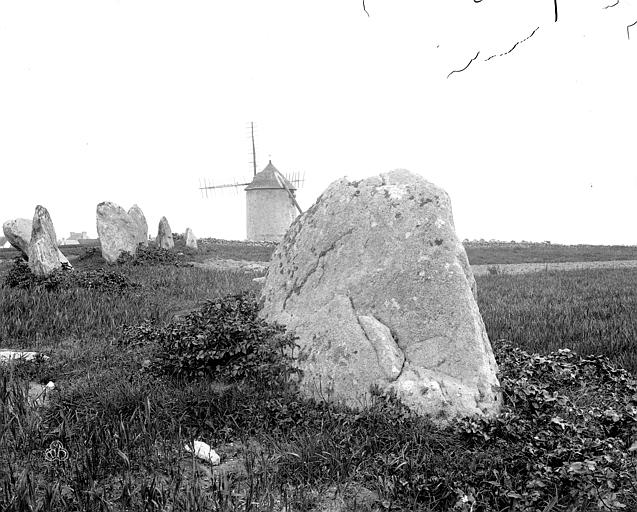
Vue d'ensemble à la tête des alignements, avec le moulin en arrière-plan (1893).
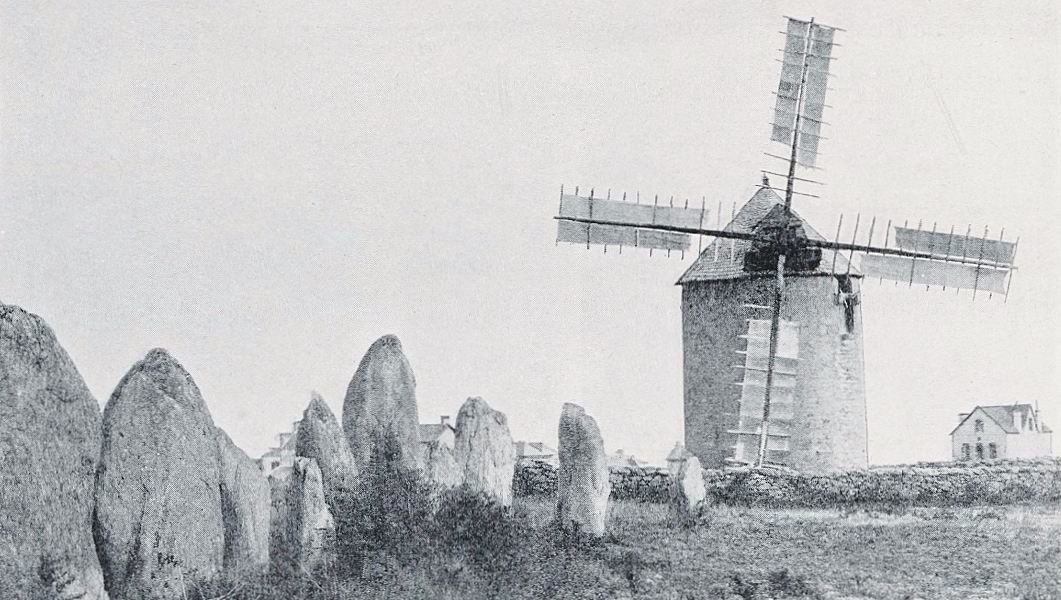
Cromlech et moulin à vent à Saint-Pierre-Quiberon au début du XXe siècle.
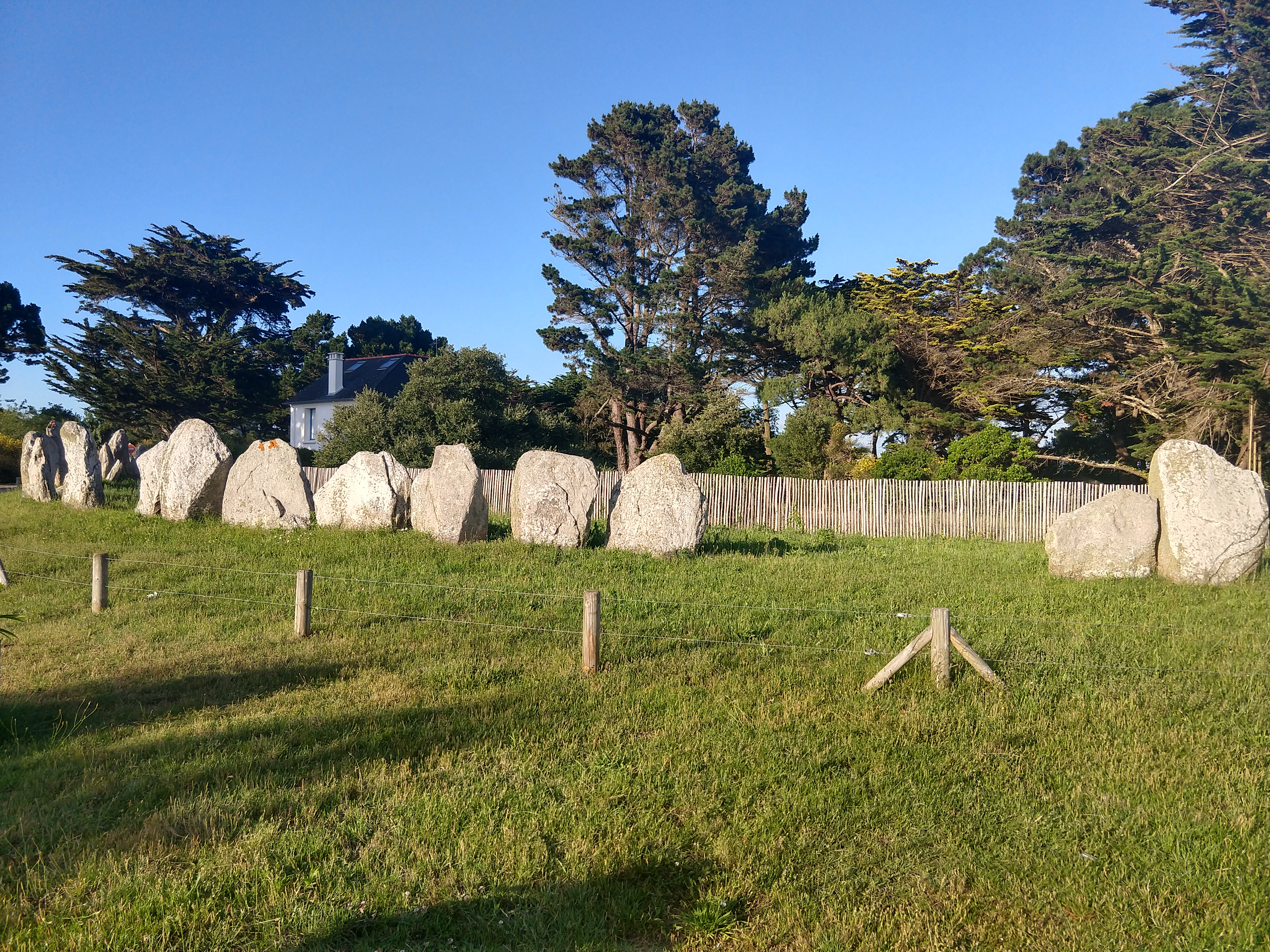
Cromlech de Kerbourgnec.
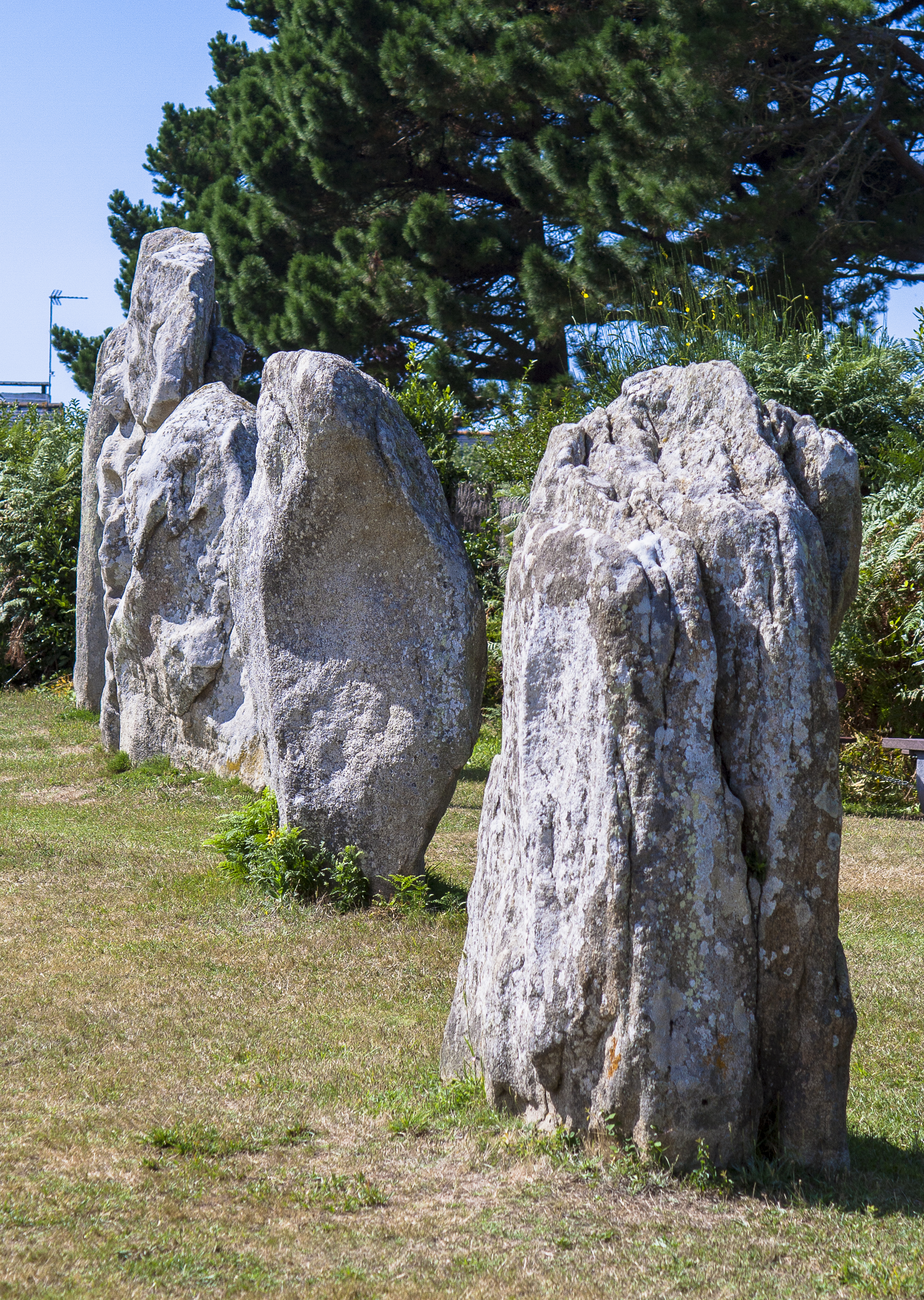
Alignement de Kerbougnec (détail).
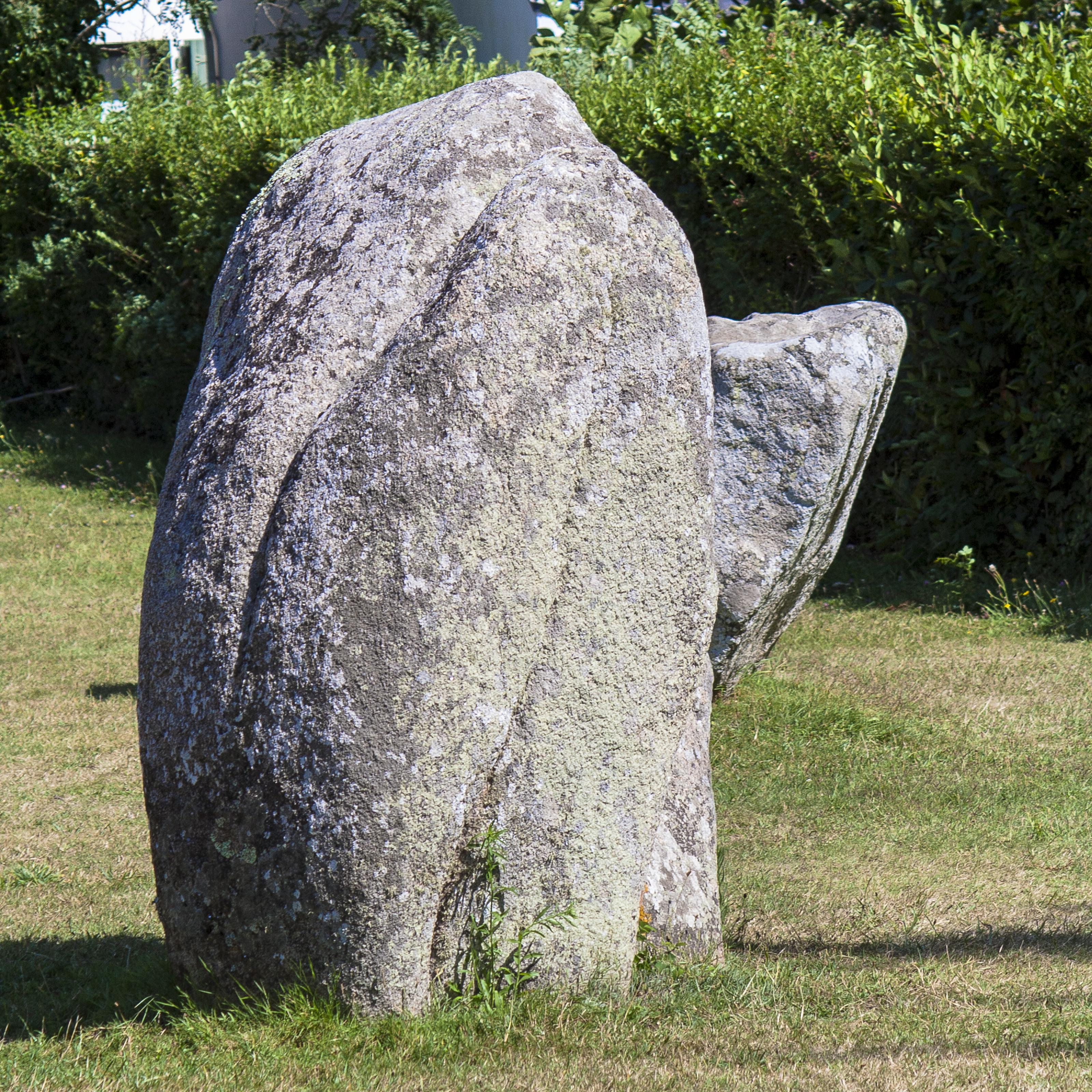
Face d'affleurement avec présence de cannelures[10].

## Description
L'ensemble mégalithique actuellement visible est découpé en trois secteurs : environ 300 m séparent les alignements proprement dits au nord de leur prolongement à l'est sur l'estran, quant au « cromlech » il est visible à moins de 150 m au sud-ouest des alignements.
Le « cromlech » est composé de quarante pierres et ouvre à l'est. Les recherches archéologiques n'ont pas permis d'établir de relation directe avec les alignements.
Les alignements sont constitués de cinq files orientées est/sud-est, composées de vingt-trois menhirs, s'étirant sur environ 60 m et d'une dizaine de menhirs dispersés aux alentours dans différentes propriété privées,. Les alignement actuellement visibles résultent de la restauration réalisée par F. Gaillard, avant son intervention le plan de Lukis ne représente que deux pierres alignées, alors que le site « montre deux secteurs aux hauteurs différentes. Le premier a des monolithes dont les hauteurs sont comprises entre 1,10 m et 1,50 et le second des monolithes avec des hauteurs comprises entre 1,50 m et 2,00 m et quelques dalles qui dépassent les 2,00 m. Un petit talus est encore bien visible dans la partie nord-ouest de l'ensemble qui montre des blocs accolés ».
L'extrémité orientale du site est désormais uniquement visible à marée basse et à l'occasion de coefficients de marée exceptionnels (au moins 110). Cinq campagnes océanographiques réalisées de 2006 à 2009 ont révélé l'existence de 150 monolithes, disposés en files parallèles dans les secteurs les mieux préservés de la force des vagues, désormais couchés. L'étude des pierres a montré qu'à l'origine elles étaient à l'air libre avant d’être submergées par la transgression holocène, comme en témoignent des signes de météorisation pré-mégalithique. Ces monolithes érigés au milieu du Ve millénaire av. J.-C. « représentent le prolongement sous-marin de l’ouvrage néolithique situé 600 m à l’ouest sur le site du Moulin (à Saint-Pierre-Quiberon) ce qui confirme l’existence de vestiges archéologiques monumentaux se prolongeant en mer jusqu’à -5 m NGF. Ce qui était un petit ensemble de stèles coincées sur une trentaine de mètres au sein d’un tissu urbain s’avère être un énorme complexe de plus d’une vingtaine de rangées de stèles orientées sur des points d'affleurement selon une direction de 108°N, et présentant un développement total d’environ 900 m dont l’extrémité reste en permanence submergée ».
Le site devait à l'origine correspondre à un ensemble mégalithique de la taille et de l'importance des alignements de Carnac, voire plus spectaculaire.